# Zdzisław Grela
Zdzisław Grela (ur. 4 października 1930 w Kozłowie) – polski działacz partyjny i państwowy, ekonomista, podsekretarz stanu w Ministerstwie Budownictwa i Przemysłu Materiałów Budowlanych (1975–1982).

## Życiorys
Syn Kazimierza i Franciszki. W latach 40. należał do Związku Młodzieży Polskiej, m.in. jako instruktor w Brzegu i szef koła w Sobieszowie. Absolwent Wyższej Szkoły Ekonomicznej we Wrocławiu (1958), podczas nauki dzialal w Związku Akademickiej Młodzieży Polskiej oraz Związku Zawodowym Naczelnej Organizacji Technicznej. Od 1953 do 1958 pracownik Rejonu Przemysłu Leśnego w Sobieszowie, od 1956 jako zastępca kierownika działu, następnie do 1960 szefował jednemu z działów w Biurze Projektów Budownictwa Komunalnego we Wrocławiu. Zajmował stanowisko dyrektora Miejskiego Przedsiębiorstwa Robót Drogowych we Wrocławiu (1960–1962), Wrocławskiego Zjednoczenia Przedsiębiorstwa Budownictwa Komunalnego (1962–1970) oraz Zjednoczenia Budownictwa Przemysłowego „Zachód” we Wrocławiu (1971–1975).
Wstąpił do Polskiej Zjednoczonej Partii Robotniczej. W latach 50. i 60. był członkiem egzekutywy POP w Sobieszowie, II sekretarzem i wiceprzewodniczącym Komisji Ekonomicznej Komitetu Dzielnicowego PZPR oraz członkiem plenum KD PZPR Wrocław-Stare Miasto. W latach 70. znalazł się w składzie plenum i egzekutywy Komitetu Wojewódzkiego PZPR we Wrocławiu, został w nim szefem Komisji Budownictwa i Gospodarki Komunalnej. Od czerwca 1975 do kwietnia 1982 był podsekretarzem stanu w Ministerstwie Budownictwa i Przemysłu Materiałów Budowlanych. Od 1978 kierował nadto Międzyresortowym Zespołem ds. Realizacji Inwestycji Energetycznych oraz Międzyresortowym Zespołem ds. Koordynacji Realizacji Inwestycji w Elektrowniach i Elektrociepłowniach.